# Geelsnavelcotinga
De geelsnavelcotinga (Carpodectes antoniae) is een zangvogel uit de familie Cotingidae (cotinga's). De vogel werd in 1884 geldig beschreven door  Robert Ridgway en afgebeeld door Joseph Smit. Het is een bedreigde vogelsoort uit Midden-Amerika.

## Kenmerken
De vogel is 19,5 tot 21 cm lang. Het mannetje is overwegend wit met een blauwgrijze kruin en een blauwachtige, grijze waas in het verenkleed van boven. Het vrouwtje is van boven bruingrijs, donkerder grijs op de kruin en van onder wat bleker grijs en donkere vleugelveren met witte randen, waardoor een brede lichte vleugelstreep ontstaat. De snavel van beide seksen is geel, de poten zijn bijna zwart en het oog is donkerbruin.

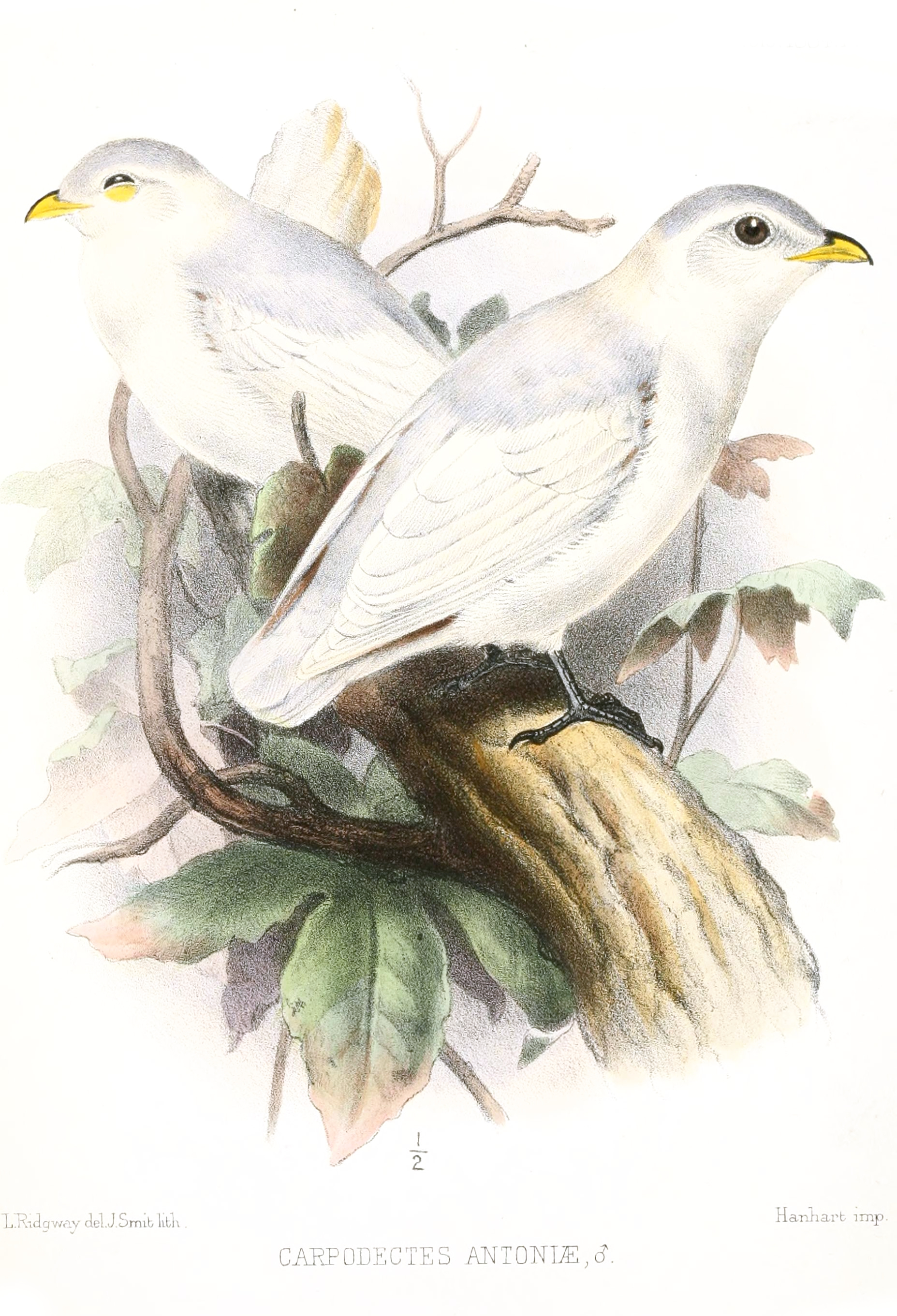
Geelsnavelcotinga. Afbeelding uit het tijdschrift Ibis gemaakt door Joseph Smit.

## Verspreiding en leefgebied
Deze soort komt voor in zuidwestelijk Costa Rica en westelijk Panama. De leefgebieden liggen in uitgestrekte mangrovebossen, maar ook in aangrenzend bos in laagland of licht heuvelend landschap, waar de vogel vooral buiten de broedtijd wordt aangetroffen.

## Status
De grootte van de populatie werd in 2020 door BirdLife International geschat op 250 tot 1000 volwassen individuen en de populatie-aantallen nemen af door habitatverlies. Het leefgebied wordt aangetast door zoutwinning, aanleg van garnalenkwekerijen en rijstvelden, waarbij het mangrovebos wordt gekapt voor houtskoolproductie en geriefhout. Verder wordt er steeds meer infrastructuur aangelegd in het kustgebied. Om deze redenen staat deze soort als gevoelig op de Rode Lijst van de IUCN.